# Сосногорова, Мария Александровна
Мария Александровна Сосногорова (псевдоним, в девичестве — Мария Александровна Данненберг, по мужу — Славич; ок. 1820 — декабрь 1891) — издательница ежегодно выходившего «Путеводителя по Крыму» (Одесса, 1874—1883, совместно с Григорием Эммануиловичем Карауловым), автор книги «Ливадия» (Одесса, 1872); сотрудница «Русского Вестника» (1875) и «Одесского Вестника». В последнем издании помещены её «Воспоминания» (1869).
Псевдоним является переводом на русский язык шведской фамилии — Данненберг.

## Биография
Родилась около 1820 года. В начале 1830 вместе с родителями переехала в Крым. Там она вышла замуж за офицера Славича (впоследствии — генерал-майора) и во время своих частых поездок по Крыму прекрасно изучила край. Свою литературную деятельность она начала в «Одесском Вестнике», где в течение многих лет помещались её статьи о крымских достопримечательностях. В 1869 году в 194 и 196 номерах были напечатаны её «Воспоминания» о Крымской компании. Затем Сосногорова сотрудничала в «Русском Вестнике», где в числе других вышла статья «Мегалитические памятники в Крыму».
В 1878 году вместе с Григорием Эммануиловичем Карауловым издала «Путеводитель по Крыму», выдержавший пять изданий (1871, 1874, 1880, 1883, 1889) и пользовавшийся широкой популярностью как за полноту своего содержания, так и за массу интересных исторических сведений о крымских памятниках, которым издатели отвели большую часть путеводителя.
Скончалась Марина Александровна в Крыму, в окрестностях Алушты, в середине декабря 1891 года.

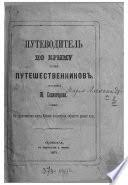
Путеводитель М. А. Сосногоровой, 1871, Одесса